# Alain Resnais

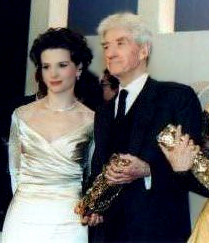
Alain Resnais mit Juliette Binoche, 2010

Alain Resnais ([alɛ̃ ʁɛnɛ]) (* 3. Juni 1922 in Vannes; † 1. März 2014 in Paris) war ein französischer Filmregisseur.

## Leben
Resnais, Sohn eines Apothekers, besuchte das Collège St.-François-Xavier in der bretonischen Stadt Vannes. Er hatte mit dreizehn Jahren seine erste Kamera, experimentierte bereits als Jugendlicher mit Schmalfilm und schwärmte für das Theater. Wegen seiner schwachen Gesundheit vom Militärdienst befreit, ging er 1939 nach Paris, um Pädagogik zu studieren. Von 1940 bis 1942 nahm er Schauspielunterricht bei René Simon und ließ sich als Filmeditor am Institut des hautes études cinématographiques (IDHEC) ausbilden. Später schloss er sich der Theatergruppe Les Arlequins an und gastierte mit ihr in der Provinz. Nach dem Zweiten Weltkrieg realisierte er eine Reihe von Kurzfilmen über berühmte Künstler wie Vincent van Gogh und Paul Gauguin.
Nach Arbeiten als Editor für andere Regisseure und etlichen eigenen Dokumentarfilmen drehte er 1959 mit Emmanuelle Riva und Eiji Okada seinen ersten Spielfilm, Hiroshima, mon amour, der die Zerstörung Hiroshimas durch eine US-Atombombe ebenso thematisiert wie die deutsche Besetzung Frankreichs im Zweiten Weltkrieg. Das literarisch anspruchsvolle Drehbuch, verfasst von der französischen Schriftstellerin Marguerite Duras, erhielt eine Oscar-Nominierung. Hiroshima, mon amour nahm 1959 am Wettbewerb den Internationalen Filmfestspielen von Cannes teil. Das Werk zählt heute zu den Klassikern der Nouvelle Vague, ebenso wie Resnais’ Nachfolgeprojekt, Letztes Jahr in Marienbad aus dem Jahr 1961, dem ein Drehbuch des Schriftstellers und Regisseurs Alain Robbe-Grillet zugrunde liegt. 1963 widmete er sich in Muriel oder Die Zeit der Wiederkehr den „Nachbeben des Algerienkrieges“.
Resnais wurde 1995 in Anerkennung seiner Verdienste um die Filmkunst mit dem Goldenen Löwen der Internationalen Filmfestspiele von Venedig und 1998 mit dem Silbernen Bären der Berlinale für sein Lebenswerk ausgezeichnet. 2007 erhielt er für Herzen den Europäischen FIPRESCI-Preis.
Zwischen 1936 und 2006 drehte er insgesamt 47 Filme. 2009 erhielt er für Vorsicht Sehnsucht eine Einladung zum Wettbewerb der Filmfestspiele von Cannes, in dem er 1980 mit Mein Onkel aus Amerika zuletzt vertreten gewesen war. Eine weitere Einladung zum Wettbewerb von Cannes erfolgte im Jahr 2012 für den Spielfilm Vous n’avez encore rien vu, der lose auf dem Theaterstück Eurydice von Jean Anouilh basieren soll. Erzählt wird von einer Gruppe von Schauspielern (dargestellt von u. a. Lambert Wilson, Sabine Azéma und Anne Consigny), die sich zur Testamentseröffnung eines Dramatikers in dessen Haus einfindet.
Alain Resnais heiratete 1969 Florence Malraux, die Tochter des französischen Schriftstellers und Kulturministers André Malraux. Aus der Beziehung ging eine Tochter hervor. Von 1998 an war Resnais mit der Schauspielerin Sabine Azéma verheiratet, die er seit den 1980er Jahren in vielen seiner Filme mit Hauptrollen betraut hatte.

## Archive
Der umfangreiche Nachlass von Alain Resnais (insgesamt 485 Archivkästen) befindet sich im Institut mémoires de l’édition contemporaine in Paris.
Ein Konvolut von Alain Resnais’ Schwarzweiß-Filmen befindet sich im Harvard Film Archiv.

## Filmografie (Auswahl)
Dokumentarfilme
- 1947: Paris 1900 Schnitt und Regieassistenz
- 1948: Van Gogh – Kurzfilm
- 1950: Guernica – Kurzfilm
- 1954: Les Statues meurent aussi – Kurzfilm über afrikanische Kunst und Kolonialismus
- 1955: Nacht und Nebel (Nuit et brouillard) – Kurzfilm über die deutschen Konzentrationslager
- 1956: Toute la mémoire du monde – Kurzfilm über die Französische Nationalbibliothek[10]
- 1992: Gershwin – Kurzfilm

Spielfilme
- 1959: Hiroshima, mon amour
- 1961: Letztes Jahr in Marienbad (L’Année dernière à Marienbad)
- 1963: Muriel oder Die Zeit der Wiederkehr (Muriel)
- 1966: Der Krieg ist vorbei (La Guerre est finie)
- 1968: Ich liebe dich, ich liebe dich (Je t’aime, je t’aime)
- 1974: Stavisky
- 1977: Providence
- 1980: Mein Onkel aus Amerika (Mon oncle d’Amérique)
- 1983: Das Leben ist ein Roman (La Vie est un roman)
- 1984: Liebe bis in den Tod (L’Amour à mort)
- 1986: Mélo
- 1989: I Want to Go Home
- 1993: Smoking / No Smoking
- 1997: Das Leben ist ein Chanson (On connaît la chanson)
- 2003: Nicht auf den Mund (Pas sur la bouche)
- 2006: Herzen (Cœurs)
- 2009: Vorsicht Sehnsucht (Les Herbes folles)
- 2012: Ihr werdet euch noch wundern (Vous n’avez encore rien vu)
- 2014: Aimer, boire et chanter